# Timo Wess
Timo Wess (* 2. Juli 1982 in Moers) ist ein ehemaliger deutscher Hockeyspieler und war Kapitän der deutschen Nationalmannschaft. Er ist der ältere Bruder von Benjamin Wess.
Timo Wess, der in seinen Jugendjahren das Hockeyspielen zunächst zugunsten von Fußball aufgegeben hatte und sich mit 14 Jahren endgültig für Hockey entschied, begann seine Hockey-Laufbahn in der mittlerweile aufgelösten Hockey-Abteilung des Moerser SC.
Er spielte das erste Mal in der Nationalmannschaft am 26. Februar 2001 in einem Freundschaftsspiel gegen Indien. Ein Jahr später wurde er mit der deutschen Nationalmannschaft Weltmeister in Kuala Lumpur.
2006 wurde er mit der deutschen Nationalmannschaft Weltmeister in Mönchengladbach. Er trug unmittelbar zum Finaleinzug der deutschen Mannschaft in diesem Turnier bei, indem er drei Minuten vor Ablauf der regulären Spielzeit im Halbfinale gegen Spanien einen gegnerischen Ball auf der Torlinie stoppte, und somit den Weg in die Verlängerung für Deutschland offenhielt. Er war seit den Olympischen Spielen von Athen 2004 Mannschaftskapitän der deutschen Hockeynationalmannschaft. Nach dem Olympiasieg 2008 gehörte er nicht mehr zum Kader bei den großen internationalen Meisterschaften. 2012 kehrte er bei der Halleneuropameisterschaft zurück und half beim Titelgewinn. Bei den Olympischen Spielen in London 2012 errang er mit der deutschen Hockeynationalmannschaft zum zweiten Mal in Folge die Goldmedaille.
Wess war ab der Spielzeit 2007/2008 Spieler in der Hockey-Bundesliga bei Rot-Weiss Köln, zuvor hat er für den Crefelder HTC gespielt. In Köln spielte er weiterhin zusammen mit seinem Bruder Benjamin. Im September 2012 verkündete Wess seinen Rücktritt vom Leistungssport. Insgesamt absolvierte er 264 Länderspiele, davon zwölf in der Halle.
Timo Wess galt als einer der weltbesten Abwehrspieler und hervorragender Abwehrstratege. Eine besondere Stärke von "Wesa" (Spitzname) waren seine scharf geschossenen Strafecken. Wess gehörte zu den ganz wenigen Spielern auf der Welt, die den Hockey-Ball fast über das ganze Hockey-Feld schlenzen konnten.